# Papyrus 97
Papyrus 97 (nach Gregory-Aland mit Sigel {\displaystyle {\mathfrak {P}}}97 bezeichnet, oder sonst auch Papyrus Chester Beatty XVII) ist eine frühe griechische Abschrift des Neuen Testaments und gehört zu den biblischen Chester-Beatty-Papyri. Mittels Paläographie wurde es auf das 6. Jahrhundert datiert.

## Beschreibung
Dieses Papyrusmanuskript des Evangelium nach Lukas enthält nur die Verse 14,7–14.

## Text
Der griechische Text des Kodex repräsentiert den Alexandrinischen Texttyp.

## Aufbewahrungsort
Die Handschrift wird zurzeit im Chester Beatty Library (P. Chester Beatty XVII) in Dublin aufbewahrt.